# 982

## Evenimente
- 13 sau 14 iulie: Bătălia de la Stilo (Italia). Confruntare între forțele împăratului Otto al II-lea și aliații săi longobarzi și cele ale lui Abu al-Qasim emir de Sicilia, încheiată cu înfrângerea împăratului german.

## Nașteri
- dată necunoscută: Dirk al III-lea de Olanda  (d. 1039)

## Decese
- 13 iulie: Gunther de Merseburg, margraf de Merseburg din 965 (n. ?)
- 13 iulie: Landulf al IV-lea de Benevento, principe longobard de Benevento între 968 și 981 (ca asociat al tatălui său), principe de Capua între aceiași ani (ca asociat) și apoi între 981 și 982 și duce de Spoleto între 977 și 978 (ca asociat) și între 981 și 982 ca duce unic (n. ?)

- 14 iulie: Henric I de Augsburg, episcop de Augsburg din anul 973 (n. ?)

- Otto I de Suabia și Bavaria, duce de Suabia din anul 973 și de Bavaria din 976 (n. 955)

- Pandulf al II-lea de Salerno, principe longobard de Salerno din 981 (n. ?)